# Ларин, Степан Кузьмич
Степан Кузьмич Ларин — заместитель командира отделения разведки 173-го инженерно-саперного батальона (21-я инженерно-саперная бригада, 2-я ударная армия, 2-й Белорусский фронт), младший сержант.

## Биография
Степан Кузьмич Ларин родился в крестьянской семье в деревне Чернецкое Весьегонского уезда Тверской губернии (в настоящее время Весьегонский район Тверской области). Получил начальное образование.
В 1933 — 1935 годах по призыву проходил службу в Красной армии. В 1939 году вновь был призван в армию, участвовал в советско-финской войне.
С началом Великой Отечественной войны Овинищенским райвоенкоматом Калининской области вновь был призван в ряды Красной армии и направлен на Ленинградский фронт, где и служил в 295-м армейском инженерном батальоне Приморской оперативной группы (ПОГ) вплоть до снятия блокады Ленинграда.
Красноармеец Ларин 6 января 1942 года по заданию разведотдела ПОГ был направлен в тыл противника в район шоссе между посёлком Копыловка и деревней Заостровье и установил в колее 2 противотанковые мины и по обочинам 8 противопехотных мин. 16 января 1942 года в сопровождении двух сапёров и под прикрытием двоих разведчиков в установил на дороге 2 противотанковых мины и 2 фугаса натяжного действия, подходы к ним заминировал 20-ю противопехотными минами. 1 февраля 1942 года в составе 2-х сапёров и под прикрытием 3-х разведчиков был направлен в тыл противника в район железных дорог возле станций Кикерино и Волосово, где установил 2 фугаса нажимного действия, на пути отхода установил 15 противопехотных мин. Был представлен к ордену Красной Звезды, приказом по войскам Ленинградского фронта от 5 июня 1942 года он был награждён медалью «За отвагу».
22 декабря 1942 года Ларин был награждён медалью «За оборону Ленинграда».
2 июля 1943 года он по заданию командования проводил операцию по подрыву проволочных заграждений противника, подрыв был произведён в 20 — 25 метрах от переднего края противника.
4 июля 1943 года проводил с группой разведку состояния проволочных заграждений. Разведка проводилась в 30-35 метрах от переднего края противника и продолжалась 2 часа 15 минут. Задание было успешно выполнено.
10 июля Ларин с группой сапёров проделали проход для группы разведчиков, перед которыми была поставлена задача взять контрольного пленного. Одновременно просмотрели до траншей противника систему инженерных заграждений. При возвращении сняли 2 противотанковых мины Т-35 и 23 фугаса управляемого действия и доставили их в расположение части.
12 и 13 июля ефрейтор Ларин с группой определял состояние инженерных заграждений противника по фронту 150—350 метров. Операция проводилась в 5-10 метрах от боевого охранения противника.
19 июля при проведении аналогичной операции ефрейтор Ларин был легко ранен в лоб. 10 июля 1943 года приказом по войскам Ленинградского фронта награждён медалью «За боевые заслуги».
Ефрейтор Ларин в период оборонительных боев в районе города Ораниенбаум в составе группы общевойсковой разведки неоднократно выходил на передний край и проделывал проходы в минных полях противника. Лично снял около 100 мин и фугасов. Во время наступления частей армии в июле 1944 года в направлении города Нарва (Эстония) с отделением проводил инженерную разведку дорог, мостов и других сооружений. Заметив засевшую в кустарнике группу солдат противника, Ларин со своими сапёрами вступил с ними в бой, действовал отважно, пленил 4 солдат противника. Приказом по войскам Второй ударной армии от 12 октября 1944 года он был награждён орденом Славы 3-й степени.
Командир отделения разведки младший сержант Ларин с бойцами 19 февраля 1945 года, находясь в районе города Грудзёндз (Польша), захватил и разминировал частично разрушенный железнодорожный мост через реку Висла, на лодке под огнём противника переправил на противоположный берег разведчиков. Во время переправы сильным течением лодку снесло на разрушенные опоры моста и, хотя Ларин смягчил удар, лодка получила пробоину. Отремонтировав лодку, Ларин доставил разведчиков на противоположный берег и прикрывал их пулемётным огнём, пока они обследовали мост на предмет заложенных взрывных зарядов и обезвреживали их, и удерживал мост до подхода наших войск. Приказом по войскам Второй ударной армии 30 марта 1945 года он был награждён орденом Славы 2-й степени.
Заместитель командира разведывательного отделения младший сержант Ларин с группой бойцов 2 мая 1945 года под огнём противника преодолел на лодке пролив Пеене в районне города Вольгаст (Германия), в схватке уничтожил 2 солдат, снял 8 мин противника, эвакуировал 4 раненых бойцов. На плоту переправил на плацдарм до батальона пехоты. Указом Президиума Верховного Совета СССР от 15 мая 1946 года он был награждён орденом Славы 1-й степени.
В ноябре 1945 года младший сержант Ларин демобилизовался. Вернулся на родину, работал председателем Чернецкого сельсовета.
Скончался Степан Кузьмич Ларин 17 июня 1976 года.

## Память
Похоронен в деревне Чернецкое.